# Teófilo Chantre
Teófilo Chantre (nascut en 1964) és un músic capverdià, conegut per les seves col·laboracions amb la cantant Cesária Évora, així com pels seus temes propis.

## Biografia
Teófilo Chantre va néixer a l'Illa de São Nicolau (Cap Verd), tot i que va créixer amb els seus avis a São Vicente quan els seus pares van emigrar a Europa. El seu pare es va establir a Rotterdam i la seva mare es va traslladar a París després de passar un temps a Hamburg. Teófilo es va traslladar amb la seva mare quan tenia 14 anys, però trobava a faltar els seus avis, la qual cosa el feu tenir un sentiment de saudade, el terme portuguès per denotar la nostàlgia, força present en la música de Cap Verd. Va aprendre a tocar la guitarra quan tenia 16 anys, i continua vivint a França.

## Carrera
Chantre va ser conegut per compondre temes per a la cantant capverdiana Cesária Évora, qui va conèixer a París en la dècada de 1990, després d'un concert on van participar tots dos. Poc després, el productor d'Évora va demanar a Chantre que compongués per a ella. Chantre va compondre tres temes de l'àlbum d'Évora Miss Perfumado, el qual li va portar fama i va popularitzar la música de Cap Verd. Aquest èxit va fer que Chantre esdevingués un dels compositors favorits d'Évora, amb una col·laboració que duraria diverses dècades.
Chantre també ha col·laborat amb altres artistes, com el cantant angolà Bonga, el guitarrista Bau, el baixista José Paris, el compositor Amandio Cabral i amb el seu pare, Vitorino Chantre, amb qui va escriure diverses cançons.
Chantre també va escriure la lletra del tema Ausencia, amb música del compositor balcànic Goran Bregović (interpretada per Cesária Évora) per a la pel·lícula Underground, que va guanyar la Palma d'Or al Festival de Canes.
La seva obra ha tingut popularitat tant a Europa com als Estats Units, de la mateixa manera que a Cap Verd. La seva banda està formada per música amb qui Teófilo Chantre ha treballat durant anys: Jacky Fourniret a l'acordió; Fabrice Thompson a la bateria i percussió; Sébastien Gastine al baix i Kim Dan Le Oc Mach al violí. Han fet diverses gires per França i per la resta d'Europa, actuant a llocs com el Festival de música folk de Barakaldo. L'any 2014, al Festival Internacional Cervantino a Mèxic, Chantre va retre tribut a Évora, que morí l'any 2011.

## Estil musical
Chantre és un cantant, músic, arranjador i compositor. La base de les melodies de Chantre són els estils capverdians, com la morna i la coladeira, i se circumscriu a la utilització dinstruments tradicionals, com la guitarra, el cavaquinho, el violí i el piano. Canta en crioll, portuguès i francès. El que distingeix l'obra de Chantre és la influència del seu amor per la música cubana i brasilera. Hom pot sentir la bossa nova i la charanga cubana, en especial en la veu i els instruments de corda, respectivament. Altres influències inclouen el bolero, el blues i el jazz.
Des d'un punt de vista líric, el concepte de la saudade és dominant, un tema comú en la cultura de Cap Verd. Tanmateix, també apareixen altres temàtiques, com les dificultats de la vida, o altres emocions més alegres.

## Discografia

### Àlbums
Els primers àlbums de Chantre no van cridar gaire atenció, però el llençament del treball Azulando l'any 2004 el va consolidar com un artista de ple dret.
- Terra & Cretcheu (1993)
- Di Alma (1997)
- Rodatempo (2000)
- Live (2002)
- Azulando (2004)
- Metissage (2013)

### Senzills
- "Crepuscolare Solitudine" ("Crepuscular Solidão"), cantat amb Cesária Évora en italià, publicat com a part de l'LP Capo Verde terra d'amore, Vol. 1 l'any 2009
- "Ricordo d'Infanzia", cantat amb Cesária Évora en italià, publicat com a part de l'LP Capo Verde terra d'amore, Vol. 1 l'any 2009
- "La Voce dell'Amore" ("Voz d'Amor"), cantat amb Cesária Évora en italià, publicat com a part de l'LP Capo Verde terra d'amore, Vol. 2 l'any 2010
- "Mar de Canal", cantat amb Cesária Évora en italià, publicat com a part de l'LP Capo Verde terra d'amore, Vol. 3 l'any 2012

### Composicions per a altres intèrprets
- "Luz Dum Estrela" per Cesária Évora a l'àlbum Miss Perfumado (1992)
- "Recordaï" per Cesária Évora a l'àlbum Miss Perfumado (1992)
- "Tortura" per Cesária Évora a l'àlbum Miss Perfumado (1992)